# Festival des cinémas différents et expérimentaux de Paris
Le Festival des cinémas différents et expérimentaux de Paris est un festival international, créé en 1999 par Marcel Mazé et le Collectif Jeune Cinéma, (CJC), dévolu au cinéma expérimental, différent et au film essai.
La première année le festival se nommait De Hyères à Aujourd'hui », l'événement visait à célébrer l'esprit du festival varois, né en 1965 à l'initiative de Maurice Périsset, et dont Marcel Mazé, président du CJC à l'époque, était devenu le délégué général de la section Cinéma différent de 1973 à 1983. Le festival disparut en 1983 après avoir quitté Hyères pour Toulon de 1972 à 1977 (voir l'historique note 1). Sa programmation comportait des films des « nouvelles vagues » internationales et diverses variantes du cinéma underground, particulièrement dans sa section Cinéma différent dont de nombreux films furent programmés en 1999.
Dès l'année 2000, une équipe s'est constituée, et la manifestation est devenue annuelle sous l'appellation de Festival des cinémas différents de Paris. Le festival change de directeur et d'équipe suivant les années à la suite d'un vote de l'assemblée général annuelle de l'association. Le festival sera ainsi dirigé par Sarah Darmon, Bernard Cerf et Laurence Rebouillon, Angélica Cuevas Portilla et Gabrielle Reiner, Frédéric Tachou. En 2004, Marie Sochor est invitée à présenter une performance Bibliophages et éditions comestibles.
Le festival est dirigé à nouveau par Bernard Cerf en 2010. Il rajoute le terme "expérimentaux" à la fin de l'intitulé, afin d'éviter la confusion que le mot différent (assez flou pour les contemporains) induisait dans l'esprit des spectateurs. Frédéric Tachou lui succède jusqu'en 2022. 
Le but des rénovateurs, à ce croisement des années 1990 et 2000, visait à réactualiser une culture oubliée ou occultée, comme le rappellent certains témoins de la première heure.
Contrairement à la manifestation varoise qui dépendait de la municipalité locale, ce festival est une émanation du Collectif Jeune Cinéma — première coopérative de diffusion du cinéma expérimental en France, fondée en 1971, sur le modèle de la The Film-Makers' Cooperative (en) de Jonas Mekas à New York. Le CJC est une Association loi de 1901 qui conçoit, programme et le gère le festival tous les ans. Les sélectionneurs sont des membres du CJC, bénévoles et volontaires pour cette tâche.
Le festival, devenu compétitif en 2010, est dirigé, de 2012 à 2017, par Frédéric Tachou,,. Le label Lowave a coédité, avec Le Collectif Jeune Cinéma, trois DVD comprenant une sélection de films présentés lors de diverses éditions du festival .
Après avoir été accueilli au cinéma La Clef, aux Voûtes, le festival migre en 2016 au Grand Action, importante salle parisienne de répertoire. Les nouveaux directeurs de la 20e édition de 2018 sont Théo Deliyannis et Jessica Macor . La programmation comprend six séances de films internationaux en compétition, une douzaine de focus centrés sur la thématique de l’année (en 2018, c’est le déchet vu tant sous son angle plastique qu’écologique qui y est décliné) ainsi que des séances spéciales comme celle dédiée à Philippe Cote  récemment décédé. Tous les ans, la manifestation proprement dite est précédée de projections dans des lieux partenaires, comme le Centre culturel suisse, Re:Voir Vidéo, l’École nationale supérieure des beaux-arts ou, encore, le Centre national d'art et de culture Georges-Pompidou où a été présenté Le film est déjà commencé ? de Maurice Lemaître mort en 2018, dans une version élargie inédite.
Le Collectif a fêté ses 50 ans d'existence en 2021 Sa présidente est, depuis 2022, Laurence Rebouillon. 
Des coopérateurs soumettent, annuellement, lors de l'AG qui se déroule en début d'année, des thèmes pour le festival à venir. Un vote sanctionne le meilleur projet et une équipe se constitue pour le réaliser. Ce thème, dit "focus", n'a rien à voir avec la sélection compétitive qui résulte d'un appel d'offres lancé au mois de mars et qui se clôture fin mai. Sur un ensemble de 1000 films reçus, une cinquantaine est choisie pour constituer les six programmes du festival.
Focus thématique et compétition ont été, presque dès le début, la "marque" du festival.